# 지형 고립

지형고립도(isolation)와 돌출높이(prominence)

지형고립도(Topographic isolation)란  지지학에서 그 산 정상과 같은 높이의 지점 중에서 산 정상으로부터의 대원거리가 가장 작은 지점까지의 거리를 말한다. 즉, 산 정상에서 반경의 원 안에는 산 정상보다 높은 지점이 없다는 것을 의미한다.
지형고립도는 작은 언덕과 섬의 떨어진 정도도 큰 산처럼 계산할 수 있고, 해저 지형의 돌출높이에 대해서도 마찬가지로 계산할 수 있다.

## 같이 보기
- 측지학
- 자연지리학
- 산꼭대기
- 표고 (높이)
- 돌출높이
- 지지학